# Lekkoatletyka na Letnich Igrzyskach Olimpijskich 1936 – skok wzwyż kobiet

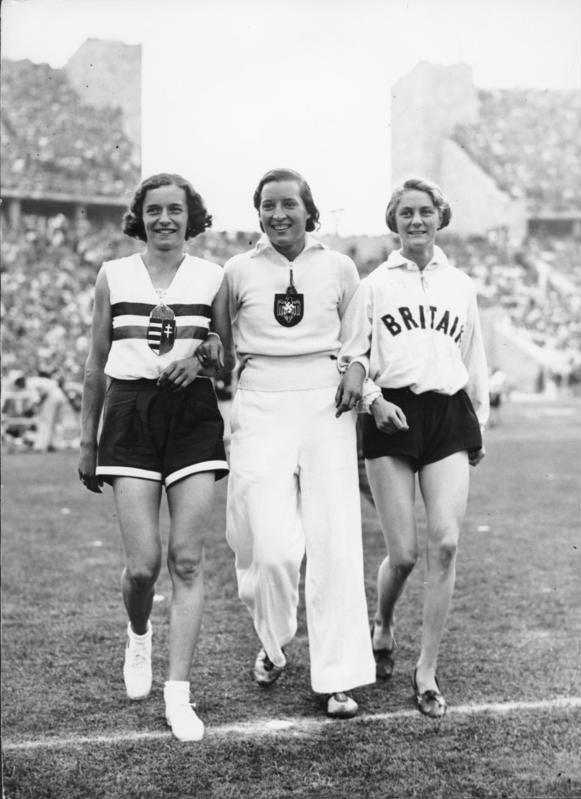
Od lewej: Ibolya Csák, Elfriede Kaun, Dorothy Odam

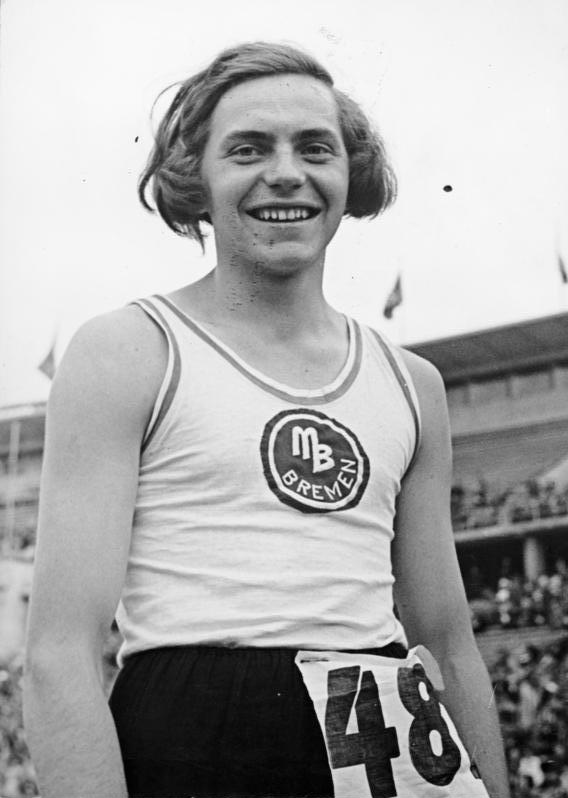
Dora Ratjen

Skok wzwyż kobiet to jedna z konkurencji lekkoatletycznych rozegranych podczas Letnich Igrzysk Olimpijskich 1936 w Berlinie. Finał odbył się 9 sierpnia na Stadionie Olimpijskim.
Złoty medal zdobyła Węgierka Ibolya Csák, srebrny Brytyjka Dorothy Odam, brązowy Niemka Elfriede Kaun. 
Konkurs ten przeszedł do historii jako jeden z największych skandali w historii sportu – Niemka Dora Ratjen, która zajęła 4. miejsce okazała się być mężczyzną (prawda wyszła na jaw w 1938).

## Rekordy
|                                 | Zawodniczka       | Wynik  | Miejsce     | Data                 |
| ------------------------------- | ----------------- | ------ | ----------- | -------------------- |
| Rekord świata Rekord olimpijski | Jean Shiley       | 1,65 m | Los Angeles | 7 sierpnia 1932(dts) |
| Rekord świata Rekord olimpijski | Mildred Didrikson | 1,65 m | Los Angeles | 7 sierpnia 1932(dts) |

## Finał
Rozegrano tylko serię finałową. Trzy zawodniczki skoczyły 1,60 m i strąciły trzykrotnie wysokość 1,62 m. W zarządzonej dogrywce Csák zaliczyła 1,62 m, Odam 1,60 m, a Kaun obie te wysokości strąciła.
| Pozycja | Zawodniczka        | Państwo           | 1,30 m | 1,40 m | 1,50 m | 1,55 m | 1,58 m | 1,60 m | 1,62 m | Dogrywka (1,62 m) | Dogrywka (1,60 m) | Wynik | Uwagi |
| ------- | ------------------ | ----------------- | ------ | ------ | ------ | ------ | ------ | ------ | ------ | ----------------- | ----------------- | ----- | ----- |
| 1.      | Ibolya Csák        | Węgry             | o      | o      | o      | o      | o      | xo     | xxx    | o                 | –                 | 1,60  | [ 3 ] |
| 2.      | Dorothy Odam       | Wielka Brytania   | –      | o      | o      | o      | o      | o      | xxx    | x                 | o                 | 1,60  |       |
| 3.      | Elfriede Kaun      | III Rzesza        | –      | o      | o      | o      | xxo    | xxo    | xxx    | x                 | x                 | 1,60  | =     |
| 4.      | Dora Ratjen        | III Rzesza        | –      | o      | o      | xo     | o      | xxx    | –      | –                 | –                 | 1,58  | DQ    |
| 4.      | Marguerite Nicolas | Francja           | –      | o      | o      | xxo    | xxo    | xxx    | –      | –                 | –                 | 1,58  | [ 4 ] |
| 6.      | Fanny Koen         | Holandia          | o      | o      | o      | o      | xxx    | –      | –      | –                 | –                 | 1,55  |       |
| 6.      | Annette Rogers     | Stany Zjednoczone | o      | o      | o      | o      | xxx    | –      | –      | –                 | –                 | 1,55  |       |
| 6.      | Doris Carter       | Australia         | o      | –      | xo     | xxo    | xxx    | –      | –      | –                 | –                 | 1,55  |       |
| 9.      | Alice Arden        | Stany Zjednoczone | o      | o      | o      | xxx    | –      | –      | –      | –                 | –                 | 1,50  |       |
| 9.      | Kathlyn Kelley     | Stany Zjednoczone | o      | o      | o      | xxx    | –      | –      | –      | –                 | –                 | 1,50  |       |
| 9.      | Margaret Bell      | Kanada            | o      | o      | xo     | xxx    | –      | –      | –      | –                 | –                 | 1,50  |       |
| 9.      | Wanda Nowak        | Austria           | o      | o      | xo     | xxx    | –      | –      | –      | –                 | –                 | 1,50  |       |
| 9.      | Nellie Carrington  | Wielka Brytania   | –      | o      | xxo    | xxx    | –      | –      | –      | –                 | –                 | 1,50  |       |
| 14.     | Catherine Stevens  | Belgia            | o      | o      | xxx    | –      | –      | –      | –      | –                 | –                 | 1,40  |       |
| 14.     | Tini Koopmans      | Holandia          | o      | xo     | xxx    | –      | –      | –      | –      | –                 | –                 | 1,40  |       |
| 14.     | Junko Nishida      | Japonia           | o      | xxo    | xxx    | –      | –      | –      | –      | –                 | –                 | 1,40  |       |
| 17.     | Irja Lipasti       | Finlandia         | o      | xxx    | –      | –      | –      | –      | –      | –                 | –                 | 1,30  |       |